# Lisburn Distillery FC
A Lisburn Distillery Football Club egy északír labdarúgócsapat, mely az IFA Premiershipben szerepel. Székhelye Lisburnben, Belfasttól délre található. Hazai meccseit a New Grosvenor Stadiumban játssza 1980 óta. 1999-ig a csapat neve Distillery volt.

## Története
A csapatot 1880-ban Distillery néven alapították. Első tíz évében két bajnoki címet és hat kupát nyertek. Legemlékezetesebb meccsüket 1963-ban játszottak a BEK-ben, a Benfica ellen. Az Európa egyik legerősebb csapatának tartott portugálok elleni 3-3-as döntetlent játszottak.
A Distillery 1995-ben kiesett az élvonalból. 1999-ben bajnokként jutottak vissza, majd a Lisburn Distilleryre változtatták a nevüket. 2008-ban az Intertotó Kupában indultak, ahonnan a finn TPS Turku ejtette ki őket 6-3-as összesítéssel.

## Sikerek
- Ír/északír bajnok: 6
  - 1895/96, 1898/99, 1900/01, 1902/03, 1905/06, 1962/63
- Ír/Északír Kupa-győztes: 12
  - 1883/84, 1884/85, 1885/86, 1888/89, 1893/94, 1895/96, 1902/03, 1904/05, 1909/10, 1924/25, 1955/56, 1970/71
- Gold Cup: 5
  - 1913/14, 1919/20, 1924/25, 1929/30, 1993/94
- City Cup: 5
  - 1904/05, 1912/13, 1933/34, 1959/60, 1962/63
- Ulster Cup: 2
  - 1957/58, 1998/99
- County Antrim Shield: 14
  - 1888/89, 1892/93, 1895/96, 1896/97, 1899/00, 1902/03, 1904/05, 1914/15, 1918/19, 1919/20, 1945/46, 1953/54, 1963/64, 1985/86
- Inter-city Cup: 1
  - 1947/48

## Jelenlegi keret
| #  |                | Poszt | Név             |
| -- | -------------- | ----- | --------------- |
| 1  | Észak-Írország | K     | Philip Matthews |
| 2  | Észak-Írország | K     | Chris McCluskey |
| 3  | Észak-Írország | V     | Peter McCann    |
| 4  | Észak-Írország | V     | Greg Hall       |
| 5  | Észak-Írország | V     | Pat McShane     |
| 6  | Anglia         | KP    | Julian Ward     |
| 7  | Észak-Írország | V     | Wayne Buchanan  |
| 8  | Észak-Írország | KP    | Andy Kilmartin  |
| 9  | Észak-Írország | KP    | Ryan McCann     |
| 10 | Észak-Írország | CS    | Darren Armour   |
| 11 | Észak-Írország | CS    | Gary Browne     |

| #  |                | Poszt | Név              |
| -- | -------------- | ----- | ---------------- |
| 12 | Észak-Írország | KP    | Chris Kingsberry |
| 13 | Észak-Írország | V     | Stuart Thompson  |
| 14 | Észak-Írország | KP    | Mark Cooling     |
| 15 | Észak-Írország | V     | Jonny Magee      |
| 16 | Észak-Írország | CS    | Glenn Ferguson   |
| 17 | Észak-Írország | CS    | Curtis Allen     |
| 19 | Észak-Írország | KP    | Neal Gawley      |
| 18 | Észak-Írország | KP    | Mark Patton      |
| 20 | Észak-Írország | KP    | Niall Atkinson   |
| 23 | Skócia         | KP    | Gary Muir        |

## Korábbi híres játékosok
- Sir Tom Finney
- Bobby Brennan
- Billy Crone
- Tom Davis
- Derek Dougan
- Billy Hamilton
- Bryan Hamilton
- George Kay
- Jimmy McIntosh
- Bertie McMinn
- Martin O’Neill
- Jack Reynolds
- Olphert Stanfield
- Andrew Waterworth
- Kenneth Annett
- Roy Welsh
- David Rollo

## Külső hivatkozások
- A Lisburn Distillery hivatalos honlapja